# Мутілоа
Мутілоа (баск. Mutiloa, ісп. Mutiloa) — муніципалітет в Іспанії, у складі автономної спільноти Країна Басків, у провінції Гіпускоа. Населення — 235 осіб (2009).
Муніципалітет розташований на відстані близько 310 км на північ від Мадрида, 40 км на південний захід від Сан-Себастьяна.

## Демографія
Динаміка населення (INE ):

## Галерея зображень

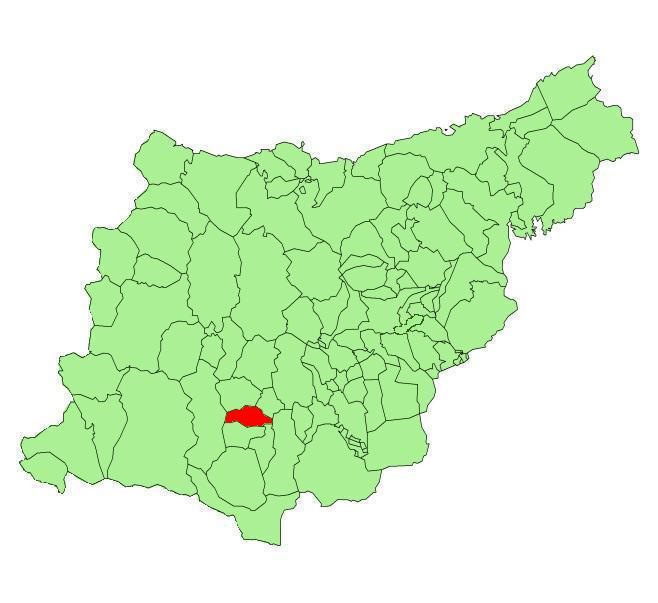
Розташування муніципалітету